# Cytodiérèse
La cytodiérèse est la division de la cellule lors de la division cellulaire (mitose ou méiose) ou, plus particulièrement, de la télophase (télophase 2 lors de la méiose) . Elle permet d'obtenir, à partir d'une cellule mère, deux cellules filles identiques. Cela peut aussi s'appliquer sur des cellules animales ou végétales.
La cytodiérèse est autrement appelée le partage du cytoplasme
La caryocinèse est le phénomène de séparation du noyau d'une cellule en deux parties distinctes (la mitose, qui est une division cellulaire sans rapport avec la fécondation, dite asexuée).